# Ein charmanter Hochstapler
Ein charmanter Hochstapler (Originaltitel: The Great Impostor) ist eine US-amerikanische Literaturverfilmung des Regisseurs Robert Mulligan aus dem Jahr 1961. Sie basiert auf dem gleichnamigen Roman von Robert Crichton.

## Handlung
Ferdinand Waldo Demara verließ die Schule ohne Abschluss, um der United States Army beizutreten. Dort war ihm eine Karriere als Offizier durch seinen fehlenden Schulabschluss verwehrt, weshalb er kurzerhand seine Dokumente fälschte. Als seine Fälschung später auffliegt, entgeht er seiner Verhaftung durch einen vorgetäuschten Selbstmord und taucht bei den Trappisten unter. Dort wird er später des Klosters verwiesen und landet dann doch im Militärgefängnis. Während seiner Haft freundet er sich mit einem der Wärter an, den er über dessen Leben aushorcht. Nach seiner Entlassung erhält Demara in Texas eine Stelle als Justizvollzugsbeamter, nachdem er sich dort mit dem Lebenslauf seines ehemaligen Wärters im Militärgefängnis vorgestellt hatte. Seine Vergangenheit holt ihn aber auch diesmal ein, in Gestalt eines Häftlings, der ihn wiedererkennt und erpresst. Demara nimmt Reißaus, gibt sich in Kanada als Arzt aus und erhält eine Anstellung bei der Royal Canadian Navy. An Bord der HMCS Cayuga nimmt er an Einsätzen während des Koreakriegs teil.
Aufgrund von Presseberichten über seine Arbeit als Arzt wird Demara enttarnt, es droht ihm nun das Kriegsgericht. Aufgrund des guten Leumundes seiner Kameraden, und um nicht den guten Ruf der Navy zu beschädigen, wird er ohne weiteres Aufheben aus dem Dienst entlassen. Danach arbeitet er als Lehrer in Neuengland. Schließlich wird das FBI beauftragt, dem Hochstapler endlich das Handwerk zu legen. In der letzten Einstellung des Filmes stellt sich heraus, dass der Spezialagent des FBI niemand anderes ist als Demara selbst.

## Hintergrund
Der Roman Robert Crichtons basiert auf der wahren Geschichte des kanadischen Hochstaplers Ferdinand Waldo Demara (1921–1982), der mittels gefälschter Zeugnisse beziehungsweise falschen Identitäten unter anderem als Schiffsarzt, Hilfssheriff, Gefängniswärter, Rechtsanwalt, Lehrer und Mönch tätig war.

## Kritiken
„Weil ihm ein Schulzeugnis fehlt, geht ein Amerikaner erfolgreich den Weg des Hochstaplers – er schwindelt sich unter anderem als Offizier, Mönch und Schiffsarzt durchs Leben. Die authentische Lebensgeschichte eines Schwindlers: mit Schwung und Laune gespielte, flott inszenierte Unterhaltung.“

## Auszeichnungen
Directors Guild of America 1962
- Nominierung in der Kategorie Outstanding Directorial Achievement in Motion Pictures für Robert Mulligan

Laurel Awards 1961
- Nominierung in der Kategorie Top Comedy